# MIT 앱 인벤터
MIT 앱 인벤터(MIT App Inventor)는 원래 구글이 제공한 오픈 소스 웹 애플리케이션으로, 지금은 매사추세츠 공과대학교(MIT)에 의해 관리되고 있다.
컴퓨터 프로그래밍을 처음 접하는 사람들이 안드로이드 운영 체제용 응용 소프트웨어를 만들 수 있게 해준다. 스크래치와 스타로고 TNG 사용자 인터페이스와 매우 비슷한 그래픽 인터페이스를 사용하므로 사용자들이 시각 객체들을 드래그 앤드 드롭하여 안드로이드 장치에서 실행할 응용 프로그램들을 만들 수 있다. 앱 인벤터 제작 시 구글은 구글 온라인 개발 환경에서 이룬 노고와 더불어 과거의 상당한 연구를 교육 컴퓨팅에 쏟았다.

## 역사
이 응용 프로그램은 2010년 7월 12일에 요청을 통해 사용이 가능하게 되었으며 2010년 12월 15일에 공식 출시되었다. 앱 인벤터 팀은 Hal Abelson와 Mark Friedman에 의해 주도되었다.
2011년 후반기에 구글은 소스 코드를 공개하고 서버를 종료하였으며 앱 인벤터의 제작자 Hal Abelson와 MIT 석학 교수 Eric Klopfer, Mitchel Resnick에 의해 주도되는 모바일 학습을 위한 MIT 센터의 제작에 펀드를 제공하였다. MIT 버전은 2012년 3월에 시작되었다.
2013년 12월 6일(Hour of Code 시작일)에 MIT는 앱 인벤터 2를 출시하며 오리지널 버전 앱 인벤터 클래식(App Inventor Classic)의 이름을 변경하였다.

## 같이 보기
- 안드로이드 소프트웨어 개발
- 로고 (프로그래밍 언어)